# NLRP2
NLRP2 — цитозольный белок, Nod-подобный рецептор подсемейства NALP. Супрессирует (подавляет) активность NFKB1, индуцируемую под действием ФНО и CD40, на уровне комплекса IKK. При связывании адаптерного белка PYCARD активирует провоспалительную каспазу 1, что приводит к внутриклеточному процессингу и образованию зрелой активной формы интерлейкинов 1 бета и 18. Возможно, является компонентом инфламмасом, так же как NLRP3.